# Summer Ashley Mortimer
Summer Ashley Mortimer, née le 22 avril 1993, est une nageuse handicapée canadienne. Elle a un classement SM10 comme athlète de nage handisport. Elle est médaillée d'or, d'argent et de bronze à ses premiers Jeux paralympiques,  ceux de 2012 à Londres. 

## Biographie
Mortiner commence à nager à l'âge de 2 ans. À l'âge de neuf ans, elle débute dans les compétitions juniors. Elle est alors membre de la Hamilton Aquatic Club et du Golden Horseshoe Aquatic Club. Ses parents sont propriétaires du Swim Academy Oakville, un club de natation privée à Oakville. 
Adolescente, Mortimer atteint un niveau suffisamment élevé en natation mais préfère le trampoline.

### Trampoline
Mortimer compétitionne aux Championnats mondiaux en trampoline. Lors des épreuves de qualifications en trampoline pour les Jeux olympiques d'été de 2008, elle se blesse gravement aux jambes. Ces blessures graves mettent un terme à sa carrière sportive en trampoline. Cela l'a conduit à son entrée dans le monde paralympique.

### Natation
Dès qu'elle peut récupérer de ses blessures graves en trampoline, elle tente de marcher à nouveau et commence à réapprendre la natation. 
Aux Championnats mondiaux de natation CIP 2010 tenus à Eindhoven, aux Pays-Bas, Mortimer remporte quatre médailles d'or et établit cinq records du monde. En avril 2011, elle gagne le Prix du sport de l'Ontario pour l'athlète féminine de l'année ayant un handicap. 
Aux essais canadiens de natation paralympique de 2012 tenus à Montréal, Mortimer abaisse son record du monde du 50 m libre et se qualifie pour les  Jeux paralympiques de Londres. Entre les qualifications et les Jeux paralympiques, elle remporte en juillet 2012, le 100 mètres dos à la Coupe Canada
Aux Jeux paralympiques de Londres, Mortimer participe à six épreuves : 200 m Ind Medley - SM10, Relais Femmes  4 × 100m nage libre, le relais 4 × 100m quatre nages féminin, 50 m libre féminin - S10, 100 m Libre féminin et le 100 m dos S10. Elle remporte l'or au 50 mètres nage libre femmes S10 et au 100 mètres dos femmes S10, en plus de l'argent au 200 mètres 4 nages femmes S10.